# Erioptera amamiensis
Erioptera amamiensis är en tvåvingeart som beskrevs av Alexander 1956. Erioptera amamiensis ingår i släktet Erioptera och familjen småharkrankar. Inga underarter finns listade i Catalogue of Life.